# KING OF JMK
KING OF JMK（キングオブジェイエムケイ）は、2013年から定期的に開催されている大人を対象とした上毛かるたの全国大会のイベント名称。副題は『おとな達の上毛かるた日本一決定戦』。2013年2月23日に第1回大会が銀座にある群馬のアンテナショップ「ぐんまちゃん家」で開催された。主催は一般社団法人KING OF JMK（代表理事：渡邉 俊）。「JMK」はその名の通り、「上毛かるた」のローマ字の略。

## 創設理由
『上毛かるた』は群馬県出身者であれば老若男女問わず誰もが知っている県を代表する郷土かるたであり、さらに全国に存在する千数百種の郷土かるたのうち約130種（約1割）が群馬に存在している。他県でかるたと言えばお正月の遊びに過ぎないが、群馬では大人子供問わず真剣に上毛かるたに取り組んでおり、これは群馬が誇るべき文化である。
上毛かるたは44枚の札で構成され、それぞれの札は群馬県が誇る名所旧跡や輩出した偉人が読まれている。その為、群馬県の人のみならず他県の人にも上毛かるたのことを深く知ってもらうことができれば群馬県の知名度向上、観光誘因に繋がるのではと考え、東京で上毛かるたの「全国大会」と銘打ってイベントを開催し、たくさんの他県の人たちに上毛かるたに見て触れてもらうことを目的として始まった。

## 大会概要
競技は団体戦（3人1チーム）のみ実施されており、18歳以上であれば性別、出身地問わず誰でも参加できる。
ルールは、群馬県子ども会育成連合会が定めているものを採用している。

## 過去の大会成績
| 回 | 日程               | 会場                                     | 出場組数 | 優勝チーム                 | 準優勝チーム       | 第3位チーム                  |
| -- | ------------------ | ---------------------------------------- | -------- | -------------------------- | ------------------ | ---------------------------- |
| 1  | 2013年2月23日(土)  | ぐんま総合情報センター「ぐんまちゃん家」 | 16       | 館林の八重桜               | かかあ天下         | 世の塵洗う四万温泉いのちの会 |
| 2  | 2014年2月22日(土)  | ぐんま総合情報センター「ぐんまちゃん家」 | 20       | チーム阪本                 | 高根かるた塾四期生 | からっ風                     |
| 3  | 2015年2月28日(土)  | 板橋区立文化会館                         | 20       | チーム阪本                 | チーム金古町王塚   | 愛なきまたたた               |
| 4  | 2016年2月27日(土)  | 板橋区立文化会館                         | 20       | チーム阪本                 | 小林ファミリー     | チーム桐生市                 |
| 5  | 2017年2月25日(土)  | 板橋区立文化会館                         | 24       | ５レンジャー               | 高根かるた塾同窓会 | 翠巒                         |
| 6  | 2018年3月3日(土)   | 板橋区立文化会館                         | 24       | チーム美龍                 | チーム永井         | ５レンジャー                 |
| 7  | 2019年3月2日(土)   | 板橋区立文化会館                         | 24       | ５レンジャー feat.粂原名人 | 小林ファミリー     | チーム永井                   |
| 8  | 2023年10月21日(土) | 少林山達磨寺                             | 24       | チーム美龍                 | ひしっくま         | ちんあなご                   |
| 9  | 2024年10月5日(土)  | 青龍山茂林寺                             | 28       | チーム美龍                 | チーム東奔西走     | なちあふる                   |

第8回大会を2020年2月29日(土)に板橋区立文化会館で開催予定だったが、新型コロナウイルス感染拡大の影響を受け中止。2023年4月、同年10月21日(土)に4年ぶりの復活開催を行うことを発表するが、コロナ禍による群馬県民の上毛かるた離れを憂い、同大会を群馬県内で開催することも同時に発表された。

## 大人の「上毛かるた」県大会
大人の「上毛かるた」県大会は、かつて一般社団法人が主催して群馬県内で開催された大人向けの上毛かるた大会。第5回KING OF JMKに参加した群馬県議会議員の岩井均氏が同年5月の群馬県議会の一般質問の中で取り上げ、実現に至った。
第1回大会の主催は「大人の「上毛かるた」県大会」実行委員会であり、同委員会の会長を一般社団法人KING OF JMK代表理事の渡邉 俊が務めた。第2回以降は一般社団法人KING OF JMKが主催した。
なお毎回優勝チームには、翌年に開催される『KING OF JMK～おとな達の上毛かるた日本一決定戦～』への無料優先出場権が贈呈されている。
| 回 | 日程                  | 会場                          | 出場 組数    | 優勝チーム     | 準優勝チーム     | 第3位チーム                         |
| -- | --------------------- | ----------------------------- | ------------ | -------------- | ---------------- | ----------------------------------- |
| 1  | 2017年11月26日(日)    | ALSOKぐんま武道館 (前橋市)    | 一般の部：16 | チーム美龍     | 興               | COCO-BOO ふたば上毛カルタ部B        |
| 1  | 2017年11月26日(日)    | ALSOKぐんま武道館 (前橋市)    | 競技の部：16 | チーム永井     | チームこうめ     | チーム高橋 チームGB上毛かるた愛好会 |
| 2  | 2018年10月27日(土)    | 安中体育館 (安中市)           | 32           | 小林ファミリー | リベンジ藤岡     | チームKiryu                         |
| 3  | 2019年10月26日(土)    | 旧花輪小学校記念館 (みどり市) | 24           | チーム美龍     | チームひとりっこ | なちあふる                          |
| 4  | 2022年9月23日(金・祝) | NEXTBASE (伊勢崎市)           | 24           | チーム美龍     | 桂ちるどれん     | 南子連                              |

## 顕彰者表彰
第4回大会(2016年)において、群馬県安中市出身の三姉弟が結成した『チーム阪本』が大会初となる三連覇を達成。その表彰式にて大会からの卒業を表明したことから、実行委員会はチーム阪本をKING OF JMK顕彰者として選出。第5回大会(2017年)開会式にてそのセレモニーが行われた。
顕彰者
- チーム阪本（阪本文奈、阪本敦子、阪本哲郎）

## その他活動
- 2016年10月12日にキリンビールより発売された『一番搾り 群馬づくり』のテレビCMにKING OF JMK実行委員会とチーム阪本が出演。嵐の櫻井翔さんとの上毛かるた対決が実現した。
- 2017年5月24日にスマホアプリゲーム『札ッシュ!!上毛かるたGO!』のダウンロードが開始。このゲームはKING OF JMK実行委員会代表の渡邉 俊が企画起案しており、開発を群馬県高崎市に本社を置く株式会社クライムが手がけている。

## 参考
- KING OF JMK～おとな達の上毛かるた日本一決定戦～
- ＫＩＮＧ　ＯＦ　ＪＭＫ　／群馬
- 毎日新聞-上毛かるた70年 つなぐ絆　まなざし真剣、緊迫の時　大人の日本一、２４チーム熱戦　／群馬
- 大人も夢中の上毛かるた 前橋で県大会 32チームが参加　一瞬の勝負に白熱
- 大人の上毛かるた延期　新型コロナ拡大で５月以降に